# زباله‌های الکترونیکی در نیوزیلند

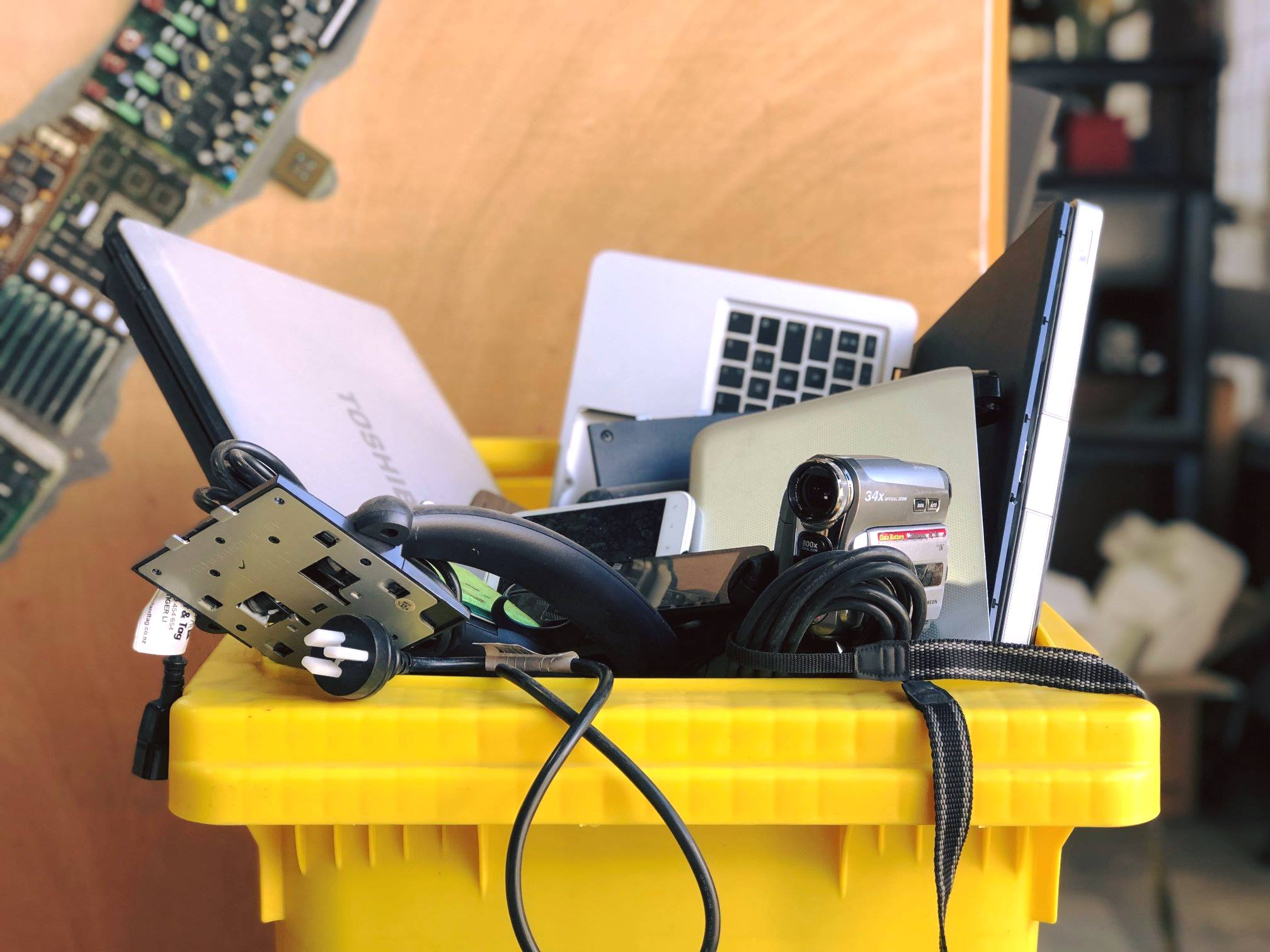
سطل پر از زباله‌های الکترونیکی که در شرکت بازیافت کامپیوتر، اوکلند، نیوزیلند (۲۰۱۹) گرفته شده است

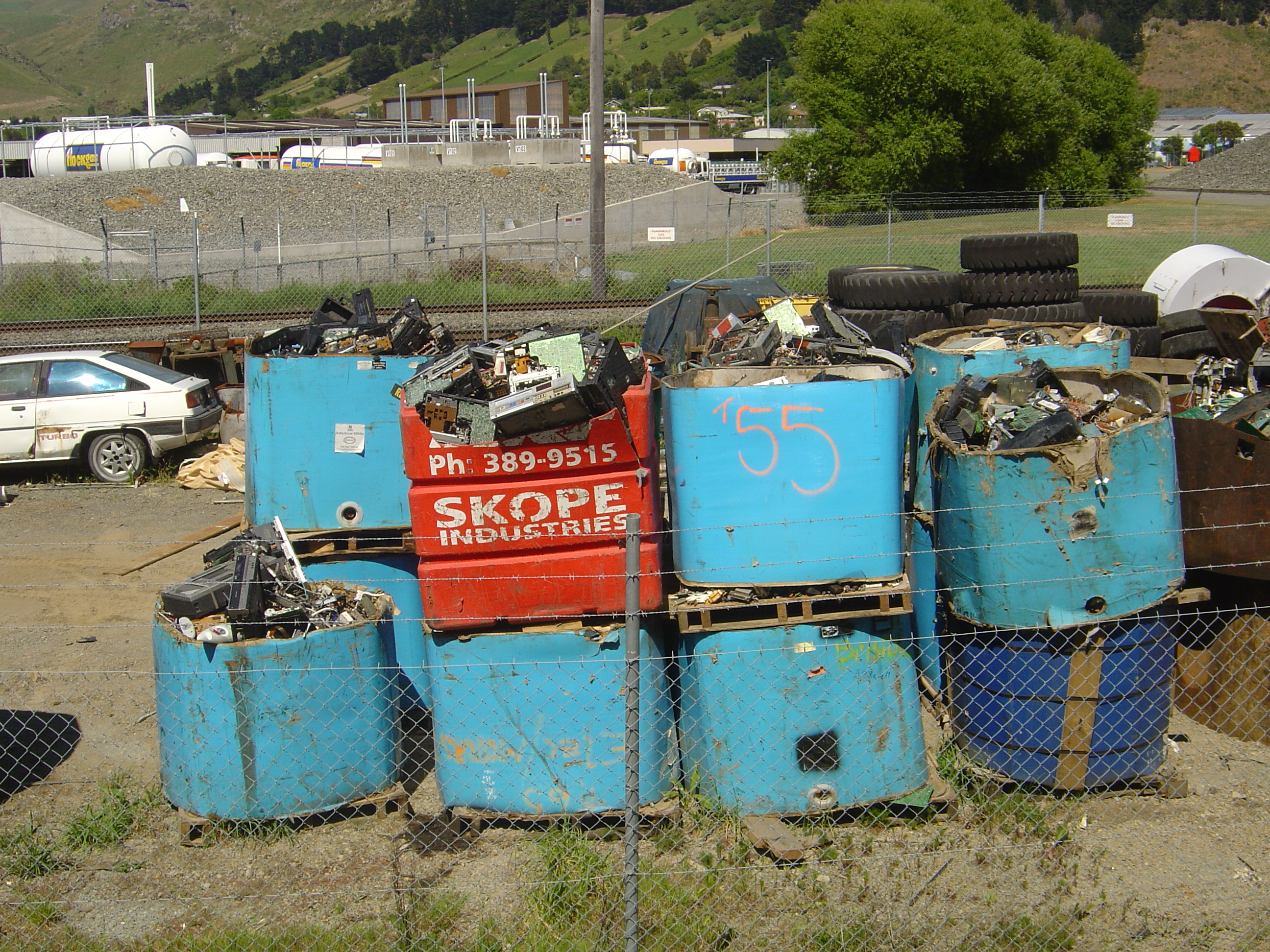
انبار زباله‌های الکترونیکی در کرایست‌چرچ (۲۰۰۴).

زباله‌های الکترونیکی در نیوزیلند یک مسئله زیست‌محیطی است که توسط ابتکارات جامعه و دولت مورد توجه قرار گرفته است.
زباله‌های الکترونیکی سریع‌ترین رشد را در بین زباله‌های سمی در نیوزیلند دارند. هر ساله، از سال ۲۰۱۷، نیوزیلند تقریباً ۹۹۰۰۰ تن (۲۰٫۱) تولید می‌کند. کیلوگرم به ازای هر نفر) زباله الکترونیکی تولید می‌شود که ۹۷۰۰۰ تن از آن در محل‌های دفن زباله دفع می‌شود. نیوزیلند یکی از بالاترین حجم زباله‌های الکترونیکی را در جهان تولید می‌کند، در حالی که یکی از پایین‌ترین نرخ‌های بازیافت ثبت شده را دارد. تخمین زده می‌شود که تا سال ۲۰۳۰، نیوزیلند بدون بازیافت، ۲۸٫۷ کیلوگرم زباله الکترونیکی به ازای هر نفر و با طرح‌های بازیافت، ۲۷٫۱ کیلوگرم زباله الکترونیکی به ازای هر نفر تولید خواهد کرد.
در گذشته، دو طرح بازپس‌گیری با بودجه دولتی وجود داشته است: جمع‌آوری‌های روز الکترونیکی و کمپین بازپس‌گیری تلویزیون. خدمات بازیافت زباله‌های الکترونیکی که توسط دولت محلی ارائه می‌شود، بسته به شورا متفاوت است، برخی خدمات بازیافت رایگان ارائه می‌دهند، در حالی که برخی دیگر از شوراها خدمات با هزینه کاربر ارائه می‌دهند یا به بخش خصوصی متکی هستند.
نیوزیلند تنها کشور در OECD است که طرح ملی برای زباله‌های الکترونیکی ندارد. اگرچه نیوزیلند استانداردهای AS/NZS را برای شیوه‌های بازیافت زباله‌های الکترونیکی دارد، اما این استانداردها اجباری نیستند. ابتکارات بازیافت زباله‌های الکترونیکی به رهبری دولت، از نظر تاریخی به دلیل کمبود داده‌ها با مشکل مواجه بوده‌اند. در سال ۲۰۲۰، زباله‌های الکترونیکی به عنوان یک جریان زباله اولویت‌دار تعیین شدند که نیاز به نظارت اجباری بر محصول دارد.

## پیشینه
در سال ۲۰۱۷، اتحادیه بین‌المللی مخابرات (ITU) خاطرنشان کرد که نیوزیلند و استرالیا بیشترین حجم سرانه زباله‌های الکترونیکی را در جهان تولید می‌کنند، در حالی که در میان پایین‌ترین نرخ‌های بازیافت ثبت شده قرار دارند. اگرچه تخمین‌ها بسته به روش‌شناسی متفاوت است، اما یک گزارش سازمان ملل در سال ۲۰۲۰ تخمین می‌زند که نیوزیلند به ازای هر نفر ۱۹٫۲ کیلوگرم زباله الکترونیکی تولید می‌کند. این مقدار بالاتر از میانگین ۱۷٫۱ کیلوگرم و بیش از ۲٫۵ برابر بیشتر از میانگین جهانی ۷٫۳ کیلوگرم است. تخمین زده می‌شود که ۲٪ از زباله‌های الکترونیکی تولید شده از محل دفن زباله دفع می‌شوند. تقریباً ۲۳٫۹ کیلوگرم لوازم الکترونیکی جدید به ازای هر نفر هر ساله وارد بازار نیوزیلند می‌شود.
گزارشی که برای وزارت محیط زیست تهیه شده است، تخمین زده است که نیوزیلند تا سال ۲۰۳۰ بدون بازیافت، ۲۸٫۷ کیلوگرم و با بازیافت، ۲۷٫۱ کیلوگرم زباله الکترونیکی به ازای هر نفر تولید خواهد کرد. بزرگ‌ترین منابع پیش‌بینی‌شدهٔ زباله در سال ۲۰۳۰ بدون بازیافت، لوازم خانگی بزرگ (۱۰٫۱ کیلوگرم)، تجهیزات فناوری اطلاعات و ارتباطات (۷٫۱ کیلوگرم)، ابزارهای برقی و الکترونیکی (۳٫۸ کیلوگرم)، تجهیزات مصرفی (۳٫۶ کیلوگرم) و لوازم خانگی کوچک (۳٫۱ کیلوگرم) هستند.

### واکنش عمومی
یک نظرسنجی در سال ۲۰۰۶ نشان داد که دو سوم از پاسخ‌دهندگان حاضرند برای دفع ایمن زباله‌های الکترونیکی مانند تلویزیون و کامپیوتر هزینه کنند. بقیه حاضر به پرداخت هیچ مبلغی نبودند یا مطمئن نبودند. این نظرسنجی همچنین نشان داد که ۸۵٪ مایل بودند اقلام را به یک مرکز جمع‌آوری در محله ببرند. یک نظرسنجی که در سال ۲۰۰۸ در eDay انجام شد، نشان داد که ۲۶٪ از پاسخ‌دهندگان در رویداد بازیافت شرکت کردند زیرا به فضای اشغال شده توسط دستگاه‌های قدیمی خود نیاز داشتند.
یک مطالعه موردی روی ۲۴۹ خانوار در وانگاری که در سال ۲۰۱۸ انجام شد، نشان داد که شرکت‌کنندگان در مورد اینکه چه کسی را باید برای مشکل زباله‌های الکترونیکی سرزنش کرد، اختلاف نظر داشتند. بخش کمی بزرگتری از خانوارهای مورد بررسی معتقد بودند که مصرف‌کنندگان مقصر نیستند. ۵۷ درصد از پاسخ دهندگان رویکرد ملی فعلی در مورد زباله‌های الکترونیکی را ضعیف یا بسیار بد ارزیابی کردند.
در یک نظرسنجی در سال ۲۰۱۹ نشان داد که ۶۳٪ از نیوزیلندی‌های مورد بررسی ادعا کردند که نگران زباله‌های الکترونیکی هستند.

## ابتکارات بازپس‌گیری

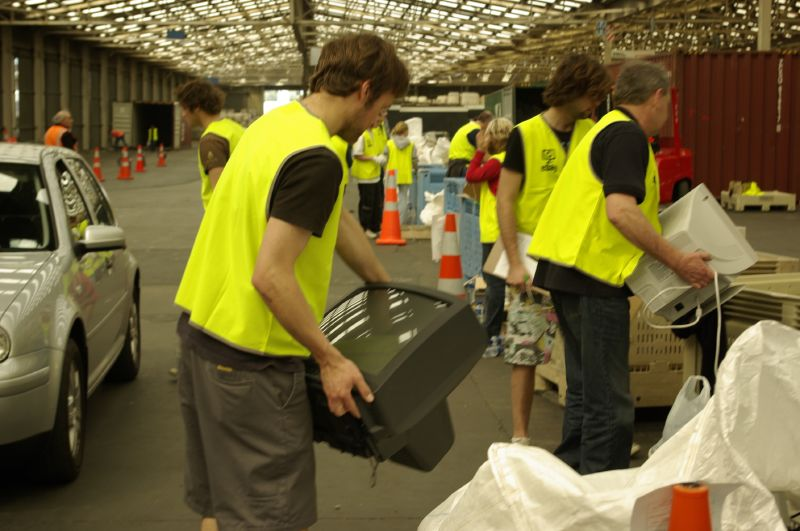
جمع‌آوری زباله‌های الکترونیکی در طول روز الکترونیکی (eDay) در داندین، ۲۰۰۸

در گذشته، تعدادی طرح بازیافت موقت و هدفمند از جمله eDay و برنامه بازپس‌گیری تلویزیون توسط دولت نیوزیلند حمایت شده است. در حال حاضر هیچ برنامه دولتی ملی از این دست در حال اجرا نیست، با این حال تعدادی طرح توسط دولت‌های محلی، جوامع و بخش خصوصی در حال اجرا است.

### ای دی
eDay یک برنامه جمع‌آوری زباله‌های الکترونیکی در سطح کشور بود که از سال ۲۰۰۶ تا ۲۰۱۰ در ۵۳ مکان مختلف اجرا می‌شد. تخمین زده می‌شود که در مجموع ۳۲۰۰ تن زباله الکترونیکی جمع‌آوری و بازیافت شده است. ۱۰۰۰ تن جمع‌آوری‌شده در سال ۲۰۰۸ معادل تقریباً ۱۰٪ از دستگاه‌های الکتریکی و الکترونیکی وارداتی در یک سال و کمتر از ۵٪ از زباله‌های الکترونیکی قدیمی است. این رویداد نه در سال ۲۰۱۱ و نه در سال‌های پس از آن برگزار نشد، زیرا دولت دیگر بودجه‌ای برای آن تأمین نکرد.

### روزهای الکترونیکی
از سال ۲۰۲۰، شرکت بازیافت زباله‌های الکترونیکی، هر ساله «روزهای بازیافت زباله‌های الکترونیکی» را در مکان‌های مختلف اجتماعی در اوکلند برگزار می‌کند. این‌ها رویدادهای بازیافت زباله‌های الکترونیکی از داخل خودرو هستند که به بازدیدکنندگان اجازه می‌دهند تجهیزات فنی یا الکترونیکی قدیمی، ناخواسته یا از کار افتاده را تخلیه و بازیافت کنند. به لطف مشارکت جامعه در شرکت توانسته است بیش از ۳۰۰۰۰۰ کیلوگرم زباله الکترونیکی دور ریخته شده را که در غیر این صورت قرار بود به محل دفن زباله منتقل شوند، جمع‌آوری و هدایت کند.